# Okresní autobusová doprava Kolín

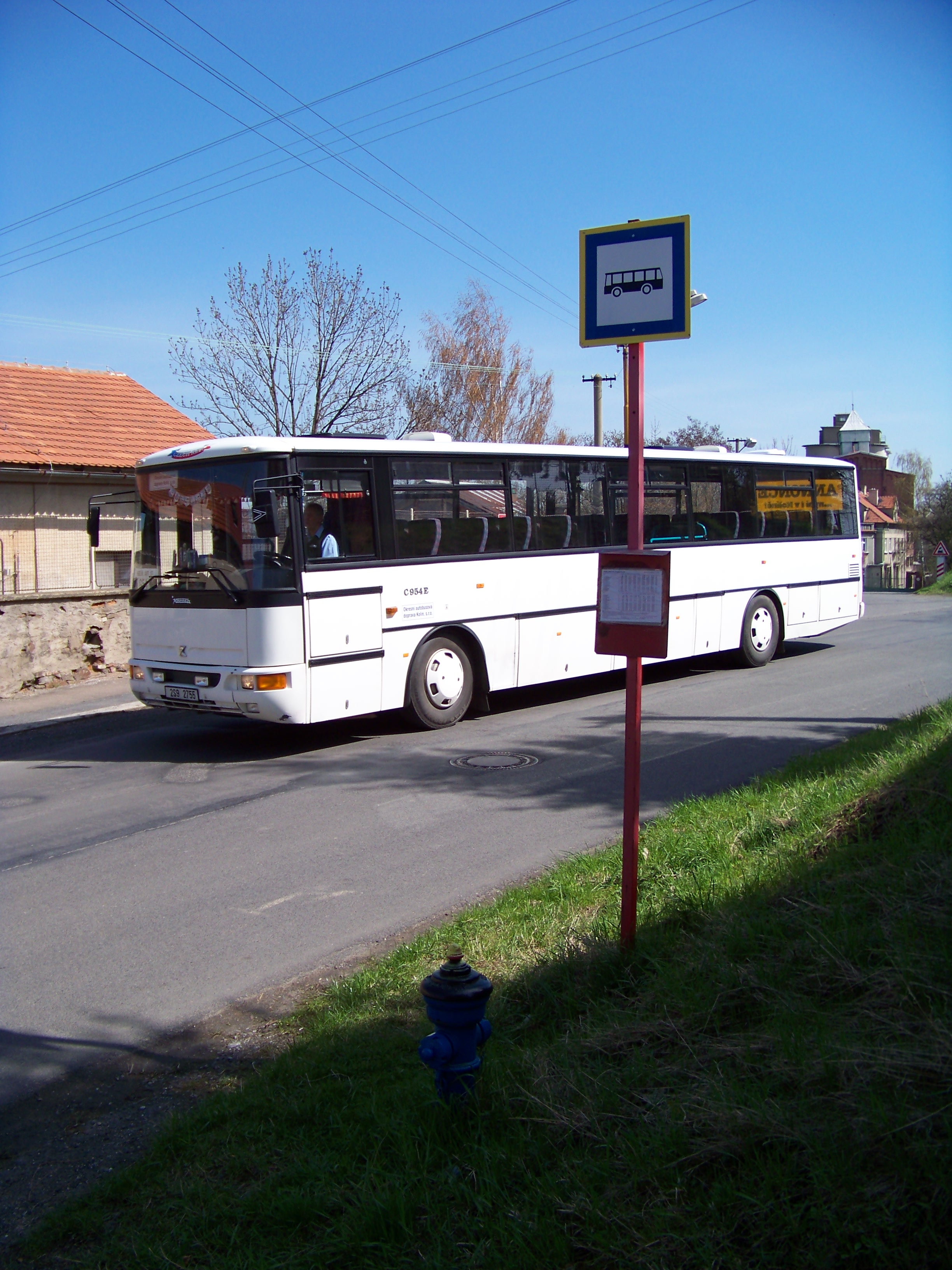
Autobus linky SID č. G54 (230054) u zastávky „Kouřim, žel. st.“, duben 2010

Okresní autobusová doprava Kolín, s.r.o. (zkratka OAD Kolín, při zakládání v prosinci 1996 po dobu 1 dne zapsaná jako Okresní automobilová doprava Kolín, s.r.o.) je autobusový dopravce z Kolína, který navazuje na činnost někdejších závodů ČSAD v okresech Kolín a Nymburk ve Středočeském kraji. Její linky spadají do dopravních systémů SID a PID, k tomu provozuje linku městské dopravy v Nymburce a jednu dálkovou linku. Vlastníkem byl od prosince 2002 do června 2016 Alois Koutek mladší z Prahy, dřívějšími vlastníky postupně byli EGRETTA kolínská dopravní a.s. a Pavel Hron.Od června 2016 je vlastníkem Zdeněk Zemek, firma se stala součástí subholdingu ČSAD Invest, jež je součástí holdingu Z-group.

## Historie
Dopravní závod 112 státního podniku ČSAD KNV Praha byl v roce 1990 vyčleněn do státního podniku ČSAD Kolín s.p. Ten byl k 1. lednu 1994 transformován do akciové společnosti ČSAD Kolín a.s., která byla založena Fondem národního majetku jako nástupce ČSAD Kolín s. p. a převzala jeho majetek i činnost. V srpnu 1996 ČSAD Kolín a.s. změnila název na EGRETTA, kolínská dopravní a.s.
Poté, co v září 1995 město Kolín pro provozování městské dopravy založilo společnost Městská autobusová doprava Kolín , s.r.o. (tu v září 2005 převzal Connex Východní Čechy a.s.), byla v prosinci 1996 do obchodního rejstříku zapsána Okresní autobusová doprava Kolín, s.r.o., jejímž jediným vlastníkem byla EGRETTA, kolínská dopravní a.s. EGRETTA převedla na svoji dceřinou OAD svoji činnost v autobusové dopravě. 12. září 2000 byla na jediný den zapsána jako vlastník Nákladní automobilová doprava a.s. z Českých Budějovic a ještě téhož dne byl poté jako nový jediný vlastník zapsán Pavel Hron z Prahy. Od 11. prosince 2002 do června 2016 byl vlastníkem Alois Koutek (nar. 1968) z Prahy. Od června 2016 je vlastníkem Zdeněk Zemek, firma se stala součástí subholdingu ČSAD Invest,,který je součástí koncernu Z-group.
OAD Kolín navazuje též na činnost ČSAP s.r.o. z Nymburka, kterou rodina Koutků vlastní od roku 2000. Od roku 2002 docházelo k postupnému organizačně-technickému propojování a v roce 2007 vlastníci převedli aktivity ČSAP v autobusové dopravě na OAD Kolín. V roce 1992 vznikla privatizací státního podniku ČSAD Nymburk, vzniklého v roce 1990 osamostatněním dřívějšího dopravního závodu 111 Nymburk státního podniku ČSAD KNV Praha, společnost PROhealth s.r.o., která v roce 1994 byla přejmenovaná na ČSAD PROhealth s.r.o. a v roce 2000 na ČSAP s.r.o. Společnost PROhealth vlastnil původně Karel Procházka z Poděbrad, 10. ledna 1994 se pak stal menšinovým vlastníkem, když tři části jeho původního podílu získali Jan Čermák, Štěpán Ševčík a Lenka Kubátová. 16. března 1994 si podíl Lenky Kubátové rozdělili Jan Čermák a Štěpán Ševčík a výrazným navýšením základního kapitálu se novým, většinovým akcionářem stala AB-cestovní a dopravní agentura s.r.o. z Mělníka, která se v listopadu 1994 přejmenovala na ČSAD - AB spol. s r.o. (v té době k názvu PROhealt přibyla i zkratka ČSAD). Od 25. dubna 1995 si Karel Procházka, Jan Čermák a Štěpán Ševčík rozdělili podíl ČSAD - AB spol. s r.o. Od 22. února 1996, kdy bylo základní jmění více než 300násobně zvýšeno, do 21. června 1999 byl jediným vlastníkem Fond národního majetku České republiky (údajně tento majetek propadl státu proto, že státu nebyla uhrazena kupní cena). Podruhé byl podnik privatizován formou veřejné soutěže. Od 21. června 1999 do 19. dubna 2000 byla stoprocentním vlastníkem Lékárna Na chmelnici spol. s r.o. z Prahy. 19. dubna 2000 společnost získal Alois Koutek starší (nar. 1944), od 24. července 2000 převedl polovinu na Aloise Koutka mladšího (nar. 1968) (v srpnu 2000 byla firma přejmenována na ČSAP) a k 7. prosinci 2012 bylo základní jmění sníženo téměř na čtvrtinu a vlastníky jsou polovičními podíly Alois Koutek mladší a Vlastimil Koutek.
Do roku 2007 měla OAD Kolín provozovny v Kolíně (v Polepské ulici), Českém Brodě a Kouřimi a ČSAP Nymburk provozovny Nymburk (v Dopravní ulici), Městec Králové, Poděbrady, Lysá nad Labem a Loučeň. Od 4. března 2007 do 10. června 2007 (linky PID již k 1. lednu 2007) byla autobusová doprava ČSAP Nymburk postupně převedena pod společnost OAD Kolín. ČSAP zůstala servisní společností pro OAD Kolín a provozovatelem nákladní dopravy a cestovní agentury.
V současné době[kdy?] má společnost OAD Kolín celkem čtyři provozovny v Kolíně (v Polepské ulici), kde se nachází i informační kancelář, Českém Brodě (v ulici Za Drahou) a ČSAP Nymburk provozovny Nymburk (v Dopravní ulici), kde společnost má svojí druhou informační kancelář a poslední provozovnu v Městci Králové (v ulici T. G. Masaryka). 16. září 2024 společnost na svých webových stránkách zveřejnila informaci, že ke dni 31. listopadu 2024 bude ukončen provoz informační kanceláře v Nymburce.[zdroj?]
Do 31. listopadu 2024 provozovala linky 398, 417, 421, 422, 423, 424, 426, 429, 430, 432, 433, 434, 436, 443, 460, 463, 480, 487, 493, 497, 498, 499, 533, 534, 535, 536, 537, 538, 539, 540, 541, 542, 543, 598, 599, 661, 662, 673, 674, 675, 676, 678, 679, 681, 702, 705, 706, 707, 772, 794.[zdroj?]
Koncem roku 2022 a začátkem roku 2023 se uskutečnila ve Středočeském kraji historicky první soutěž na dopravce, celkem ve čtyřech vlnách, do kterých bylo zařazeno celkem 36 oblastí. Dopravce OAD Kolín získal oblasti Českobrodsko, Nymbursko a Mnichovohradišťsko. Jednotliví vysoutěžení dopravci měli do jednotlivých oblastí vyjet od 1. 12. 2024.[zdroj?]

## Autobusová doprava
V rámci Středočeské integrované dopravy OAD v roce 2013 provozovala 24 linek v oblasti Kolínska (označení SID začínající písmenem G, licenční čísla začínající čtyřčíslím 2300, kromě 22 linek vycházejících přímo z Kolína sem spadají ještě linky G44 Bečváry - Zásmuky a G47 Horní Kruty - Sázava) a 41 linek v oblasti Nymburska (označení SID začínající písmenem H, licenční čísla začínající čtyřčíslím 2700).[zdroj?]
Do oblasti IREDO zasahují v okrese Pardubice linky SID, ale v jízdním řádu není uvedeno, že by na nich platil tarif IREDO.
230021 (G21) Kolín - Hlavečník/Žiželice
230023 (G23) Kolín - Hlavečník/Radovesnice II
OAD provozuje městskou autobusovou dopravu v Nymburce (linku 275001), kterou 6. května 2007 převzala od sesterské ČSAP, která ji podědila po místním ČSAD.[zdroj?]
14. prosince 2003 byla do PID začleněna oblast Českobrodska, 1. září 2006 oblast Kolínska, 4. března 2007 oblast Kolín - Žiželice, 6. května 2007 oblast Nymburk - Milovice - Lysá nad Labem a zbylé části Kolínska a Nymburska.
Do Pražské integrované dopravy je začleněno 15 příměstských linek OAD v západním Kolínsku a Nymbursku včetně linky do Prahy (398). Od 11. prosince 2011 provozuje OAD midibusovou linku 212 v Praze-Klánovicích. 6 linek na Nymbursku (398, 426, 429, 430, 433, 443) provozovala původně ČSAP a OAD je převzala k 1. lednu 2007. Provozované linky PID:
- 100212 (212) (MHD Praha) Nádraží Klánovice-sever - Nepasické náměstí (zřízena 11. prosince 2011[11])
- 100398 (398) Praha, Černý Most – Sadská – Kostelní Lhota - Poděbrady, žel. st. (začala provozovat ČSAP 1. října 2002 v trase Černý Most - Mochov,[6] 14. prosince 2003 byla integrace prodloužena do Kostelní Lhota na OAD linka převedena k 1. lednu 2007[8]) Původně část linky mimo oblast PID nesla označení 270398. Úsek Kostelní Lhota – Poděbrady byl zaintegrován 10. června 2012 se zavedením tarifních pásem 6 a 7.[12]
- 230661 (661) Český Brod - Lysá nad Labem (zřízena 14. prosince 2003[13])
- 230421 (421) Kolín-Kouřim - Bohouňovice II-Sázava  (zřízena někdy před 14. prosincem 2003[13], snad 27. ledna 2002[14])
- 230422 (422) Český Brod - Kšely-Vitice-Dobré pole-Kouřim-Plaňany-Kolín (zřízena někdy před 14. prosincem 2011[13], snad 27. ledna 2002[14])
- 230429 (429) Poříčany, žel. st. – Chrást – Velenka – Semice (začala provozovat ČSAP 14. prosince 2003, na OAD převedeno k 1. lednu 2007[8])
- 230433 (433) Pečky, žel. st. – Sadská (začala provozovat ČSAP 14. prosince 2003, na OAD převedeno k 1. lednu 2007[8]) Pokračování do Nymburka neslo číslo 270433, později byly tyto spoje převedeny na linku 270041 (H41).
- 231426 (426) Pečky, žel. st. – Klučov, Skramníky – Český Brod – Tuklaty, Tlustovousy / Úvaly (zřízena snad 27. ledna 2002,[14] začala provozovat ČSAP společně s ČSAD Polkost, na OAD převedeny spoje ČSAP k 1. lednu 2007[8])
- 231491 (491) Český Brod - Mukařov (zřízena snad 27. ledna 2002,[14] od změny trasy 11. prosince 2005 provozovala OAD společně s ČSAD Polkost[13])
- 270430 (430) Přerov nad Labem – Mochov (začala provozovat ČSAP 14. prosince 2003, na OAD převedeno k 1. lednu 2007[8])
- 276432 (432) Milovice, Topolová - Milovice, žel. st. (zřízena 10. června 2012 se zavedením tarifních pásem 6 a 7[15])
- 286662 (662) Čelákovice - Kouřim (zřízena 14. prosince 2003, od 11. prosince 2005 prodloužena o úsek Český Brod - Kouřim[13])
- 286423 (423) Úvaly - Doubravčice (zřízena v trase Český Brod – Úvaly někdy před 15. červnem 2003,[13] snad 27. ledna 2002[14] trasa byla zkrácena 11. prosince 2005[13])
- 286427 (427) Kounice -Vykáň -Vyšehořovice-Mochov-Sedlčánky-Čelákovice(začala provozovat ČSAP 14. prosince 2003, 26. února 2006 prodloužena z Vykáně do Čelákovic, na OAD převedena snad k 1. lednu 2007[8] či již dříve[6])
- 286443 (443) Čelákovice, žel. st. – Přerov nad Labem – Sadská .Od roku 2017 prodloužena do Nymburka. (začala provozova OAD[13] nebo ČSAP 14. prosince 2003,[13] na OAD převedeno k 1. lednu 2007[8]) Pokračování do Nymburka neslo číslo 270443, později 270041 (H41).
- 424 Kolín-Polní Voděrady-Toušice-Kouřim
- 499 Nymburk-Loučeň

V minulosti provozovala OAD též dnes již zrušené linky PID:
- 330 Praha, Depo Hostivař - Praha, Koloděje - Praha, Újezd nad Lesy - Úvaly, žel.st. (zřízena 2. září 2006, zrušena 1. září 2007[13])
- 424 Úvaly, žel.st. - Škvorec, náměstí - Škvorec, Třebohostice (zřízena někdy před 14. prosincem 2003, snad 27. ledna 2002[14], zrušena 11. prosince 2005 převedením spojů na linku 423[13])

Nyní pod tímto číslem provozována linka Z Kolína přes Polní Voděrady a  Toušice do Kouřimi 
- 442 Český Brod, žel.st. - Kšely - Vitice - Třebovle - Kouřim (zřízena 14. prosince 2003, zrušena 11. prosince 2005 převedením na prodlouženou linku 422[13])

Podíl OAD na autobusových výkonech PID v 1. čtvrtletí 2011 činil 1,81 %, v 1. čtvrtletí 2013 činil 1,83 %.
Společnost provozuje též jednu dálkovou linku:
- 230680 Kolín - České Budějovice (v roce 2013 spoje jezdí pouze v úseku Kolín–Tábor, a to jeden pár spojů denně kromě soboty)

Dříve provozovala ještě dálkovou linku
- 230740 Kolín - Liberec (v roce 2013 v rozsahu 1 pár spojů denně)

K 10. 12. 2018 byla tato linka zrušena.[zdroj?]
V obsluhovaném regionu užívá (a zřejmě i provozuje) autobusová stanoviště Kolín (19 odjezdových stání), Nymburk (8 odjezdových stání), Městec Králové (6 odjezdových stání), Pečky (2 odjezdová stání), Poděbrady (6 odjezových stání) a Sadská (4 odjezdová stání). V okresech Kolín, Nymburk ani Praha-východ není žádné autobusové nádraží. V pražském terminálu Černý Most odjíždí linka PID 398 ze stání č. 14.

## Hodnocení kvality v PID
V prvním zveřejněném hodnocení kvality dopravců PID, za 1. čtvrtletí 2011, byl jedním z 5 dopravců, kterým se dostalo 3. stupně ohodnocení (dopravci s průměrnou kvalitou), přičemž 1 dopravce byl hodnocen horším stupněm a 7 dopravců některým z lepších stupňů. Ve 2. čtvrtletí dosáhl na nejvyšší stupeň (dopravci s vysokou kvalitou), ve 3. a 4. čtvrtletí zůstal na druhém stupni (dopravci s vyšší kvalitou), která mu připadla i v celoročním hodnocení. Soustavnější problémy měl v kritériích dodržení kapacity vozidla, funkčnosti odbavovacích zařízení, přesnosti provozu a informování na zastávkách, v jednotlivých čtvrtletích nedodržel ještě standard ústrojové kázně a informování ve vozidlech.
Za rok 2012 patřil podle celoročního hodnocení mezi 4 dopravce na stupni „dopravci s vyšší kvalitou“, 1 dopravce byl hodnocen horším stupněm a 8 dopravců lepším stupněm (v dílčích výsledcích za 3. i 4. čtvrtletí dosáhl nejvyššího stupně, dopravce s vysokou kvalitou). Soustavně nesplňoval standardy stanovené pro dodržení kapacity vozidla a pro bezbariérovost vozidel na příměstských linkách, soustavnější problémy měl s dodržením standardů informování ve vozidlech, v jednotlivých čtvrtletích pak nedodržel standardy přesnosti provozu a čistoty vozidel.
V hodnocení za 1. čtvrtletí 2013 dosáhl opět jen na stupeň „dopravci s vyšší kvalitou“, přičemž žádný dopravce nebyl hodnocen horším stupněm a 6 ze 13 dopravců bylo hodnoceno lepším stupněm. Nedodržel standardy dodržení kapacity vozidla, bezbariérovosti na příměstských linkách, informování ve vozidlech, přesnosti provozu a čistoty vozidel.

## Vozový park
OAD provozuje v rámci PID autobusy typů:
- Irisbus Crossway 12M, aktuálně 5 kusů, z toho 1 pro PID
- Irisbus Crossway 10.6M, aktuálně 6 kusů pro PID
- Irisbus Crossway 12M Récréo, aktuálně 3 kusy pro PID
- Irisbus Crossway LE 12.8M, aktuálně 2 kusy pro PID
- Irisbus Crossway LE 12M, aktuálně 3 kusy pro PID
- Irisbus Crossway 12.8M, akuálně 1 kus pro PID
- Isuzu NOVO Citi Life Class I., aktuálně 2 kusy mimo PID
- Iveco Crossway LE LINE 12M, aktuálně 10 kusů pro PID
- Karosa Axer 12M C956.1074, aktuálně 1 kus mimo PID
- Karosa C955.1071 Récréo, aktuálně 4 kusy mimo PID
- Karosa C954E.1360, aktuálně 3 kusy pro PID
- MAN NG 363 Lion's City G, aktuálně 7 kusů pro PID
- Mercedes-Benz Conecto LF II, aktuálně 17 kusů mimo PID
- SOR BN 9.5, aktuálně 1 kus pro PID
- SOR NB 18, aktuálně 1 kus pro PID
- SOR LC 12, aktuálně 1 kus pro PID
- SOR CN 10.5, aktuálně 9 kusů pro PID
- SOR CN 12, aktuálně 12 kusů pro PID
- SOR CN 9.5, aktuálně 3 kusy, z toho 2 pro PID
- SOR CNG 12, aktuálně 20 kusů pro PID
- SOR C 9.5, aktuálně 5 kusů, z toho 3 pro PID
- SOR C 10.5, aktuálně 46 kusů, z toho 40 pro PID
- SOR C 12, aktuálně 10 kusů, z toho 8 pro PID

V minulosti provozoval též například autobusy:
- Karosa C955.1073 (3 kusy mimo PID, poslední do roku 2020)[26]
- Karosa C954.1360 (12 kusů pro PID, poslední do roku 2020)[27]
- Karosa B 731 (4 kusy, z toho 2 pro PID, poslední do roku 2006)[28]
- Karosa B 732 (postupně 2 kusy, první z nich pro PID, poslední v roce 2007)[28]
- Karosa C 734 (39 kusů, z toho 7 pro PID, poslední do roku 2011, poslední v PID do roku 2008)[28]
- Karosa C 744 (postupně 2 kusy, poslední do roku 2007)[28]
- Karosa B 931 (1 kus do roku 2009)[28]
- Karosa B 932 (3 kusy, poslední do roku 2009)[28]
- Karosa LC 736 (5 kusů, poslední do roku 2007)[28]
- Karosa LC 735 (10 kusů, poslední do roku 2008)[28]
- Mercedes-Benz Vario O 815, který od roku 2003 vlastnila ČSAP (nebyl určen pro PID), OAD se ho zbavila v roce 2007.[28]
- SOR C 7.5 (5 kusů, z toho 2 pro PID, poslední do roku 2008)[29]

Kromě těchto typů měl zapůjčené jako předváděcí vozy například typy SOR NBG 18 (na přelomu let 2011 a 2012, pro PID) či Irisbus Crossway LE 10.8M (v srpnu 2012, mimo PID, provozovna Nymburk).
ČSAP je známá svou sbírkou historických autobusů, které OAD nabízí k pronájmu. Jde o renovované autobusy Praga RND, Škoda 706 RO, Škoda 706 RTO LUX, Škoda 706 RTO CAR, Škoda 706 RTO vyhlídkový (kabriolet), návěsový autobus Karosa NO 80 a autobusové osobní přívěsy Jelcz PO-1E a Sodomka PRK 6.

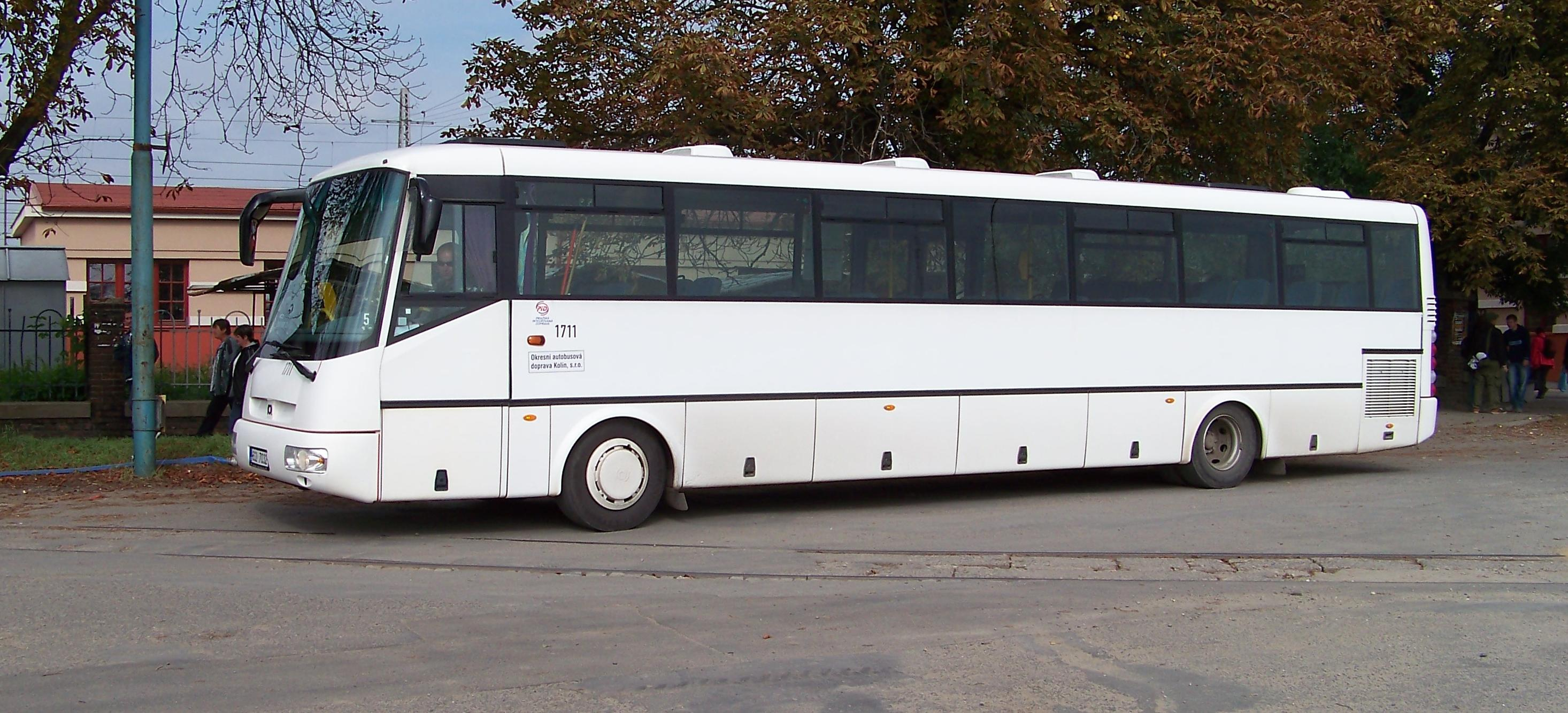
SOR C 12 na lince PID v Českém Brodě, říjen 2010
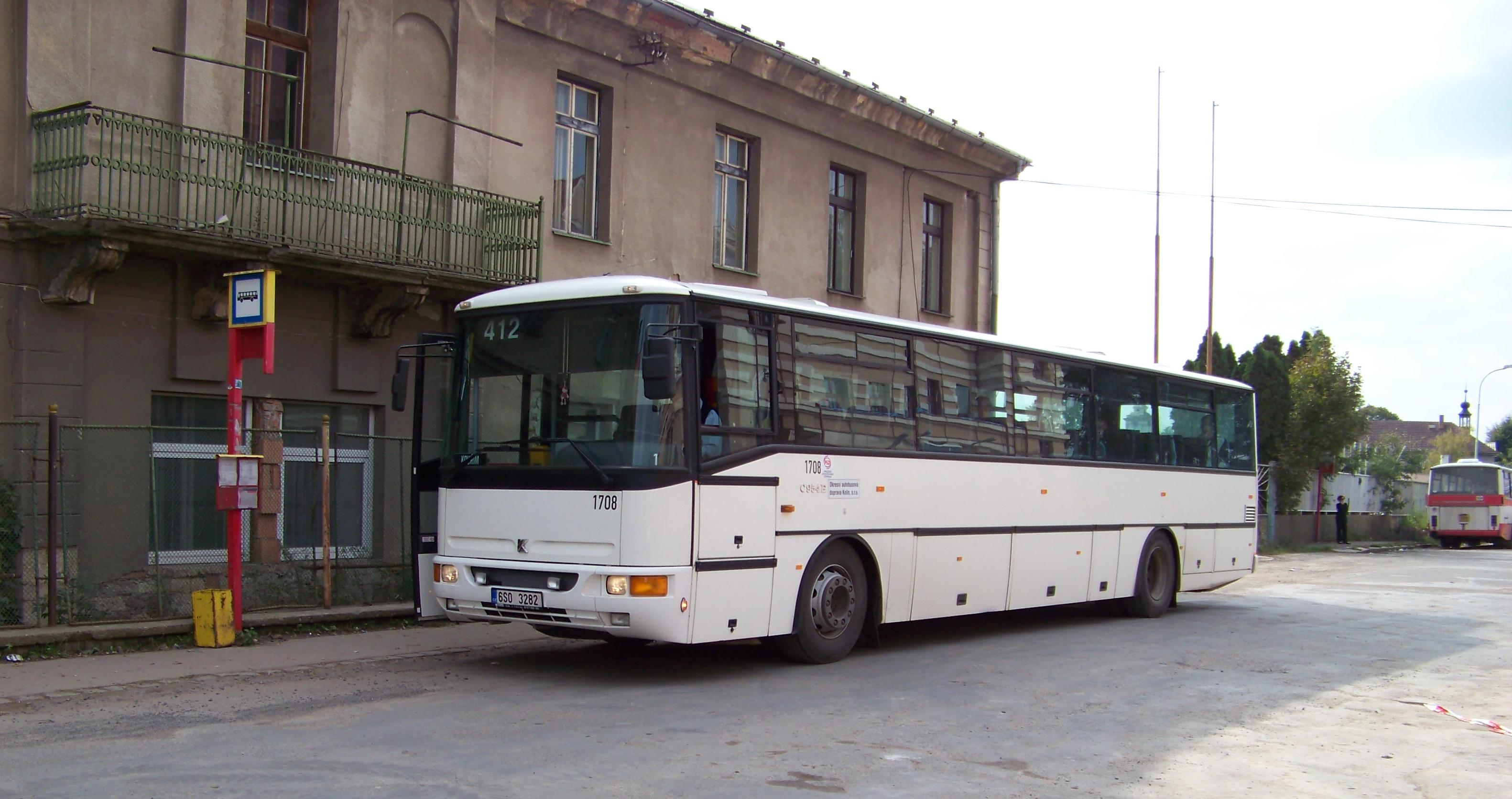
Karosa C 954 na lince PID 412 v Českém Brodě, říjen 2010
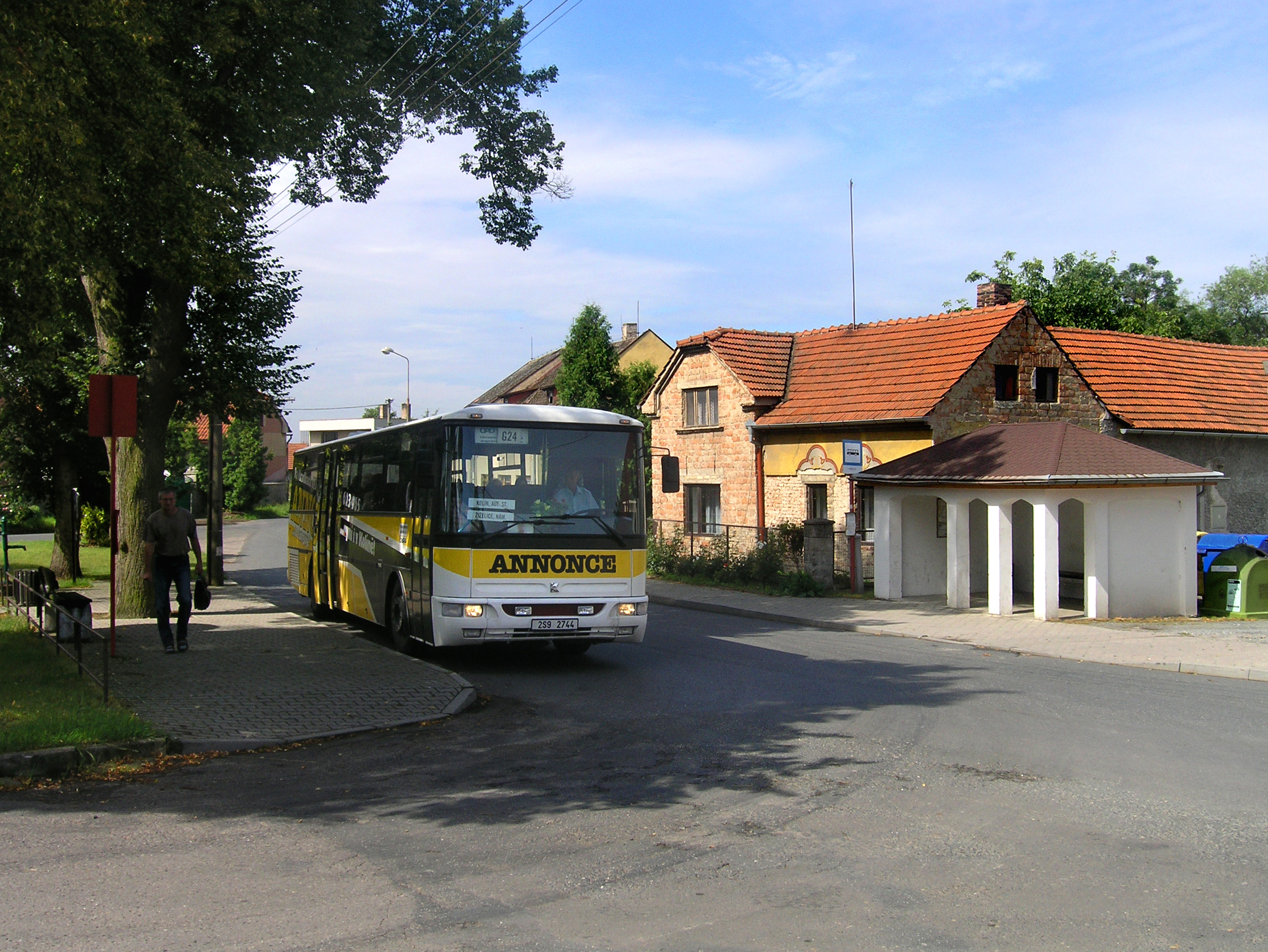
Karosa C 954 v reklamním nátěru reklamního časopisu Annonce na návsi v Němčicích, červenec 2009
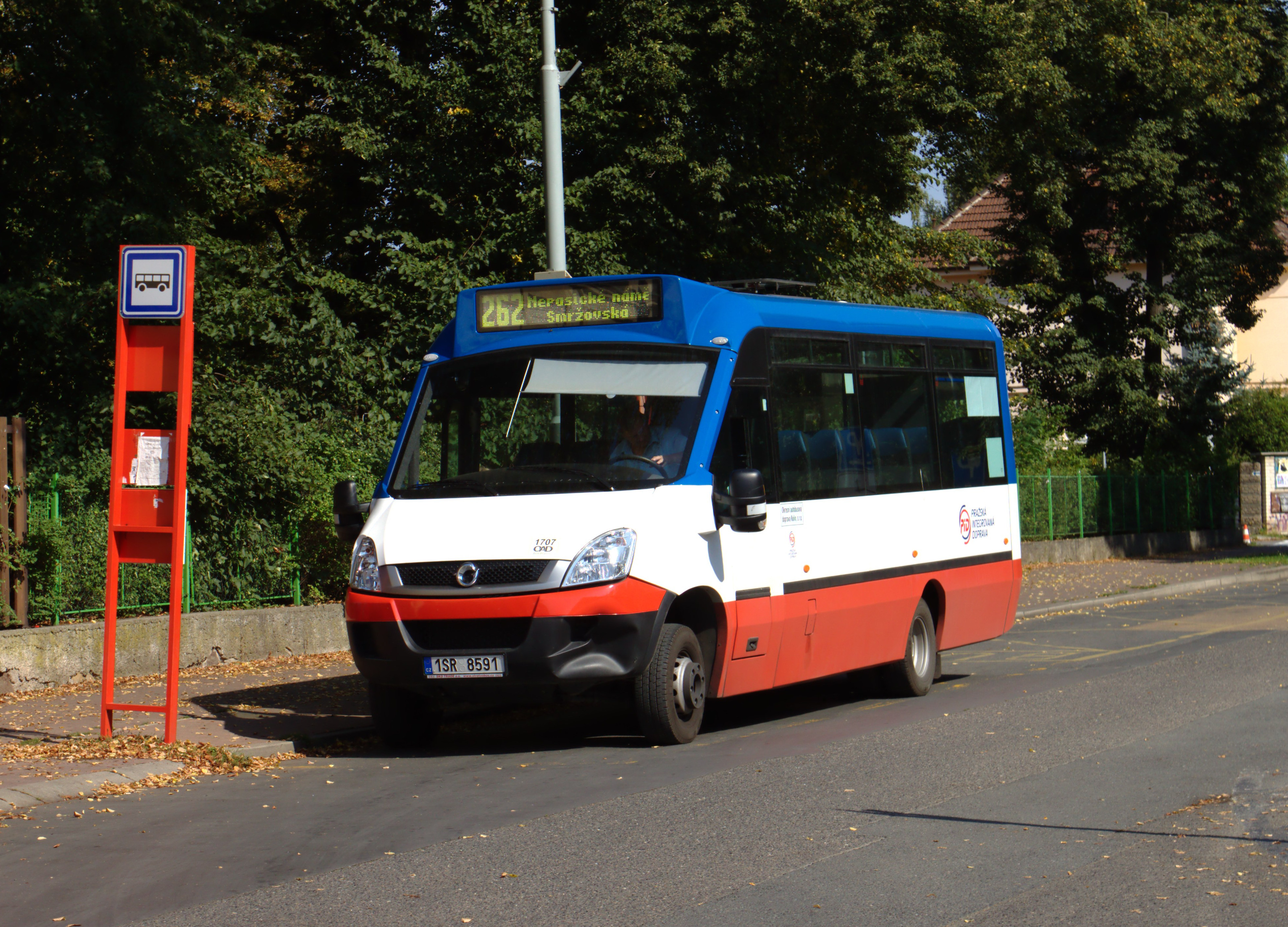
Minibus Iveco Daily Stratos LE 37 na lince 262 v Praze-Klánovicích, srpen 2012
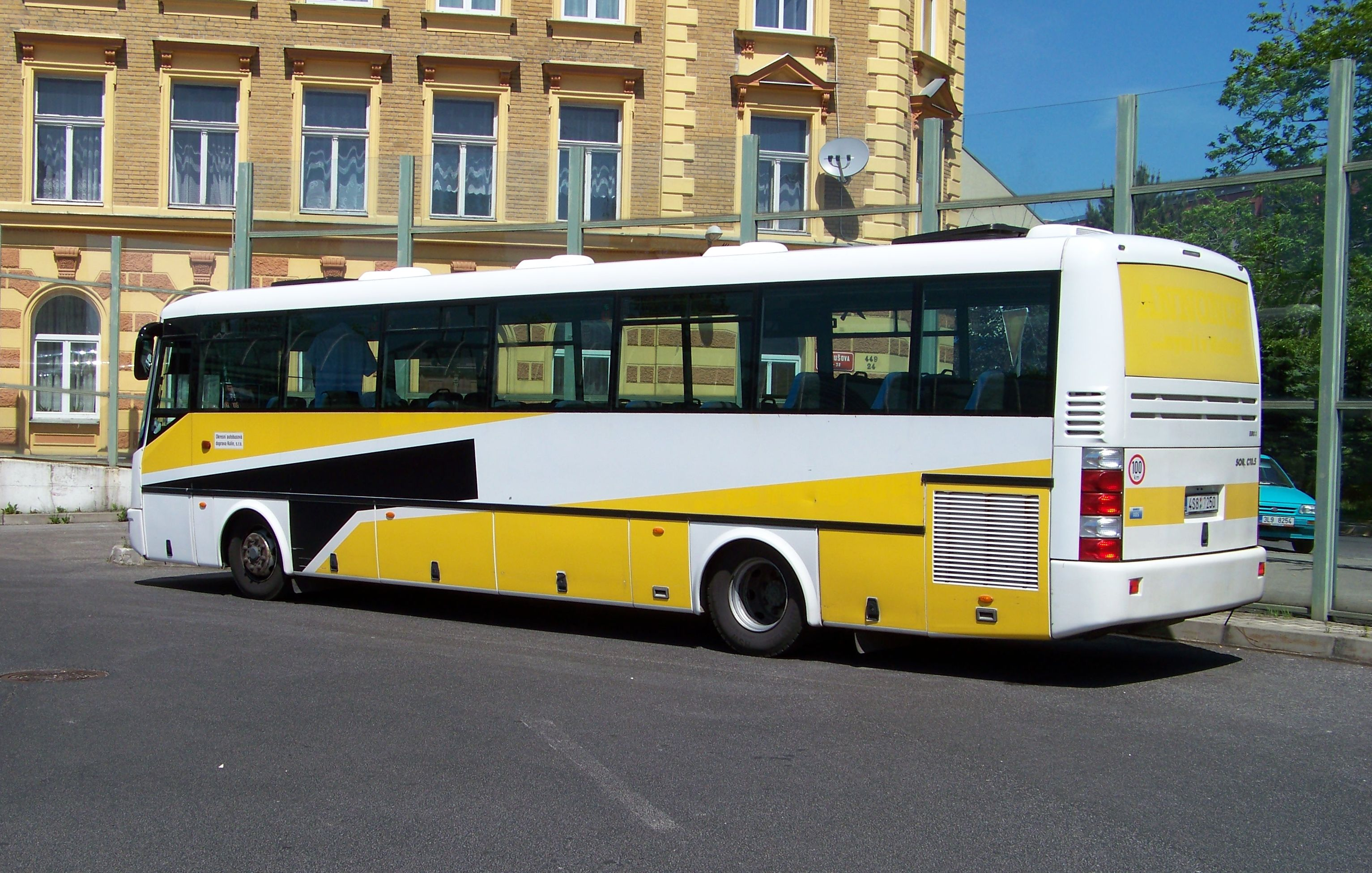
SOR C 10,5 na dálkové lince v Liberci, květen 2012